# Zbor de fluture
Zbor de fluture (2004) (titlu original The Butterfly Effect) este un film american științifico-fantastic psihologic thriller scris și regizat de Eric Bress și J. Mackye Gruber, cu Ashton Kutcher și Amy Smart în rolurile principale. Titlul original se referă la efectul fluturelui, un principiu popular în teoria haosului care prevede că în orice sistem dinamic, diferențe inițiale mici pot duce, în timp, la consecințe mari neprevăzute.

## Prezentare
Conform Cinemagia:
Evan Treborn a pierdut noțiunea timpului. Încă de la o vârstă fragedă, fragmente esențiale ale existenței sale au dispărut în negura uitării, iar copilăria sa a fost marcată de întâmplări înfiorătoare, pe care nu și le poate aminti. Nu-i rămâne decât fantoma unor amintiri pierdute, și viețile irosite ale celor din apropierea sa - viețile prietenilor din copilărie, Kayleigh, Lenny și Tommy.

## Distribuția
- Ashton Kutcher este Evan Treborn
  - John Patrick Amedori este Evan, la vârsta de 13 ani
  - Logan Lerman este Evan, la vârsta de 7 ani
- Amy Smart este Kayleigh Miller
  - Irene Gorovaia este Kayleigh, la vârsta de 13 ani
  - Sarah Widdows este Kayleigh, la vârsta de 7 ani
- Elden Henson este Lenny Kagan
  - Kevin G. Schmidt este Lenny, la vârsta de 13 ani
  - Jake Kaese este Lenny, la vârsta de 7 ani
- William Lee Scott este Tommy Miller
  - Jesse James este Tommy, la vârsta de 13 ani
  - Cameron Bright este Tommy, la vârsta de 7 ani
- Melora Walters este Andrea Treborn
- Eric Stoltz este George Miller
- Ethan Suplee este Thumper
- Kevin Durand este Carlos
- Callum Keith Rennie este Jason Treborn
- Lorena Gale este Mrs. Boswell
- Nathaniel DeVeaux este Dr. Redfield
- Tara Wilson este Heidi
- Jesse Hutch este Spencer
- Jacqueline Stewart este Gwen